# 千葉昭彦
千葉 昭彦（ちば あきひこ、1959年 - ）は、日本の経済地理学研究者、東北学院大学経済学部教授、副学長（学務担当）。おもに住宅地開発や商業集積について論文等を発表している。

## 経歴
岩手県生まれ。
1983年、東北学院大学経済学部を卒業して、大学院に進学し、1990年まで在籍した。
1990年、鹿児島女子大学（後の志學館大学）文学部専任講師となり、1994年に助教授として出身校に戻り、東北学院大学経済学部助教授となった。2002年に教授に昇任した。
2010年、「住宅地開発に伴う都市内部構造と商業集積の変化に関する地理学的研究」により、東京大学から博士（学術）を取得した。
2008年から2018年にかけて、東北放送のラジオ番組『Goodモーニング』の「ニュースクローズアップ」のコメンテーターのひとりであった。

## おもな著作
- 都市空間と商業集積の形成と変容、原書房、2012年